# Tzeltal
El tzeltal o tseltal és una de les llengües maies parlada pels tzeltals a l'estat de Chiapas, al sud-est de Mèxic, als municipis d'Ocosingo, Altamirano, Huixtán, Tenejapa, Yajalón, Chanal, Sitalá, Amatenango del Valle, Socoltenango, Villa las Rosas, Chilón, San Juan Cancuc, San Cristóbal de las Casas Oxchuc i San Bartolome de los Llano/Venustiano Carranza. En aquest últim municipi es parla a les comunitats d'Aguacatenango, Marcos E. Becerra, El Puerto i Soyatitan. També hi ha un nombre considerable de parlants de tzeltal, ja siguin immigrants o temporers, aaa les ciutats de Tuxtla Gutiérrez, Comitán i Palenque. Forma, amb el tzotzil, també parlat a Chiapas i del que se'n separà fa uns 1400 anys, un subgrup de la família lingüística maia. El 2010 tenia 445.856 parlants, pel que, després del castellà, és la llengua més parlada a Chiapas, i la cinquena llengua indígena més parlada arreu del país. Al contrari del ch'ol, una de les llengües de la família cho'la-tzeltal, el tzeltal és una llengua ergativa.
L'emissora de ràdio XEVFS, que emet des de Las Margaritas (Chiapas), emet programes en tzeltal sota el patrocini de la CDI.

## Variants dialectals
Encara que és fàcil determinar amb exactitud quantes variants dialectals hi ha en aquest idioma, hom pot dir que aquestes són les variants dialectals més acceptades:
Tzeltal Bajo (Regió de la Selva Lacandona cap a Palenque)
- Tzeltal de Bachajón
- Tzeltal d'Ocosingo

Tzeltal Alto (Regió dels Altos de Chiapas)
- Tzeltal d'Oxchuc
- Tzeltal de Tenejapa
- Tzeltal d'Amatenango (No és zona alta, però geogràficament s'ubica més a prop de les variants esmenades abans).
- Tzeltal de Aguacatenango (Tampoc és una zona alta i també és molt diferent al d'amatenango a pesar d'estar molt a prop)

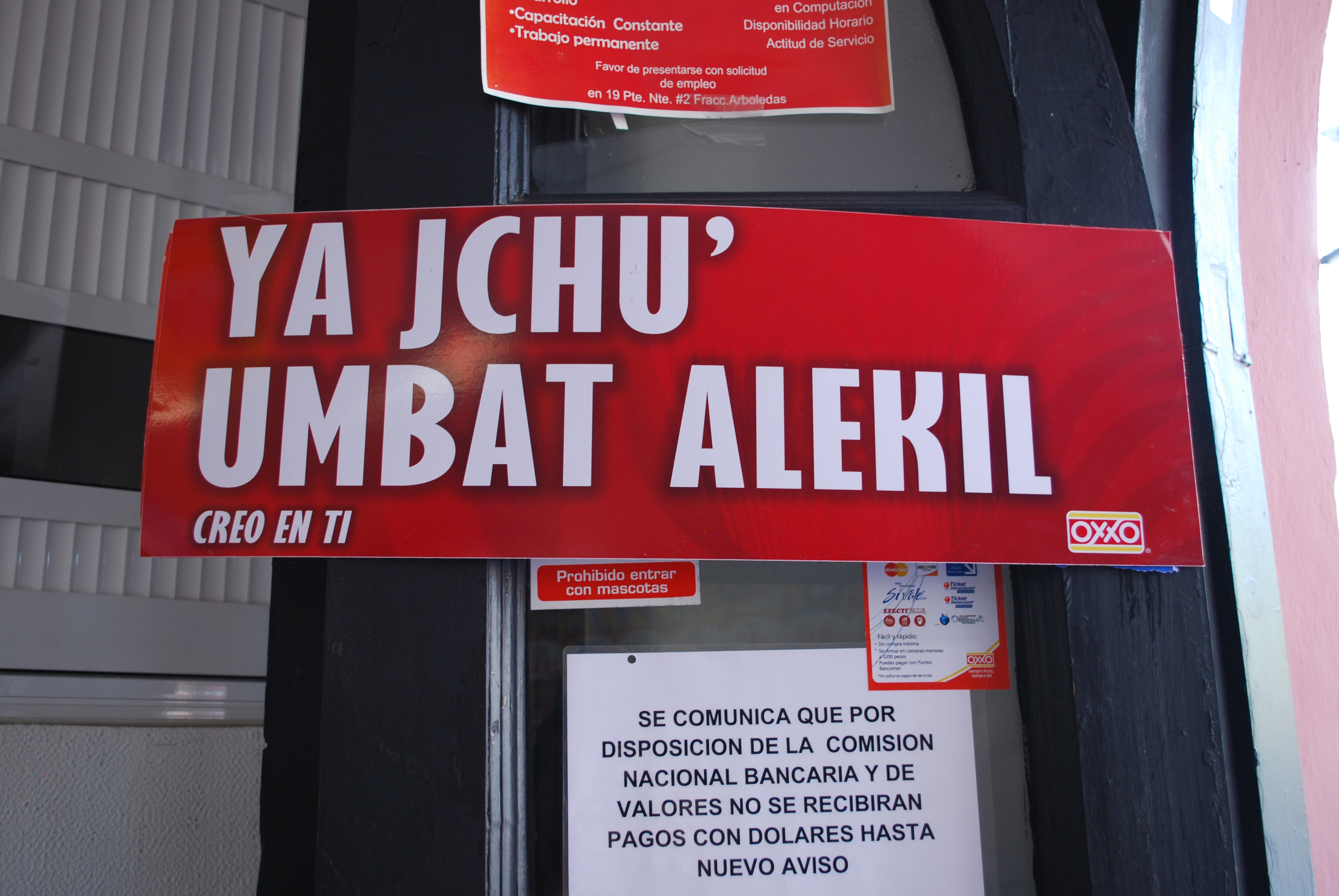
Un escrit en tzetzal d'Oxxo a la ciutat de San Cristobal de las Casas.

## Alfabet i fonologia
L'alfabet tzeltal es compon de 26 grafies: a, b, ch, ch', e, i, j, k, k', l, m, n, o, p, p', r, s, t, t', ts, ts', u, w, x, y, ('). Sovint s'hi inclou la lletra h, sobretot per al dialecte de Bachajón.
Les ch', k', p', t', ts' representen sons consonàntics glotalitzats, produïts mitjançant el tancament de les cordes vocals. La glotalització és un aspecte important, ja que produeix significats distints. Vegeu el següent exemple:
- uts'inel : danyar, perjudicar
- utsinel : acaronar, palpar

|            | Bilabial | Bilabial  | Alveolar    | Alveolar    | Palatal | Palatal  | Velar  | Velar    | Uvular | Uvular   | Glotal |       |
| ---------- | -------- | --------- | ----------- | ----------- | ------- | -------- | ------ | -------- | ------ | -------- | ------ | ----- |
|            | normal   | implosiva | normal      | ejectiva    | normal  | ejectiva | normal | eyectiva | normal | ejectiva | normal |       |
| Oclusives  | p [p]    |           | t [t]       | t' [t']     |         |          | k [k]  | k' [k']  |        |          | ' [ʔ]  |       |
| Africades  |          |           | tz [ʦ]      | tz' [ʦ’]    | ch [ʧʰ] | ch' [ʧ’] |        |          |        |          |        |       |
| Fricatives |          |           | s [s]       | s [s]       | x [ʃ]   | x [ʃ]    |        |          | j [x]  | j [x]    | h [h]  | h [h] |
| Nasals     | m [m]    | m [m]     | n [n]       | n [n]       |         |          |        |          |        |          |        |       |
| Líquides   |          |           | l [l] r [r] | l [l] r [r] |         |          |        |          |        |          |        |       |
| Semivocals |          |           |             |             | y [j]   | y [j]    | w [w]  | w [w]    |        |          |        |       |

## Morfologia i sintaxi
Com les altres llengües maies, es tracta d'una llengua ergativa, és a dir, s'estructura a partir de prefixos i sufixos que s'uneixen a arrels verbals o substantives. La forma més simple per estructurar una frase és la següent: Verb + complement + subjecte. Hi ha una absència notable de preposicions quedant reduïdes a unes quantes que abasten una àmplia gamma de possibilitats semàntiques: ta (a, en, para, amb, per...), k'alal (de, des de, fins a...).

### La possessió
Els prefixos i sufixos per denotar possessió en tzeltal davant substantius es fa de la següent manera. Utilitzem el substantiu
“nail” (o nahil) - casa:

| singular             | plural                    |
| -------------------- | ------------------------- |
| jnail (la meva casa) | jnailtik (la nostra casa) |
| anail (la teva casa) | anailik (la vostra casa)  |
| snail (la seva casa) | snailik (llur casa)       |

Si el substantiu comença amb vocal els prefixos i sufixos seran de la manera següent, usem com a exemple “ixim” - moresc:

| singular               | plural                      |
| ---------------------- | --------------------------- |
| kixim (el meu moresc)  | kiximtik (el nostre moresc) |
| awixim (el teu moresc) | awiximik (el vostre moresc) |
| yixim (el seu moresc)  | yiximik (llur moresc)       |

## Numerals
El sistema de numeració en tzeltal és vigesimal (es va explicant a partir de múltiples de 20) com les altres llengües maies, i en general, amb les altres llengües mesoamericanes. La raó es deu al fet que aquestes llengües basen el seu sistema numèric a partir del nombre de dits que posseeix l'ésser humà, per aquest motiu el nombre vint es conegui també com winik (home o genèric del "ser humà"), així 40 es dirà cha'winik (dos homes o éssers humans), 60 serà oxwinik (tres homes o éssers humans), etc.:
| 1 jun    | 6 wakeb    | 11 bulucheb    | 16 waklajuneb   | 400 jbak'      |
| 2 cheb   | 7 jukeb    | 12 lajchayeb   | 17 juklajuneb   | 8,000 jpik     |
| 3 oxeb   | 8 waxakeb  | 13 oxlajuneb   | 18 waxaklajuneb | 160,000 jkalab |
| 4 chaneb | 9 baluneb  | 14 chanlajuneb | 19 balunlajuneb |                |
| 5 jo'eb  | 10 lajuneb | 15 jo'lajuneb  | 20 jtab         |                |

## "Bin" o "Tut"
A les regions de Teopisca a Villa Las Rosas es troba unes de les més rares variants de tzeltal, una cosa tan elemental com "bin" (qual o que) és canviada per "tut" que en algunes variants significa "petit", a Amatenago del Valle i Aguacatenago usen aquesta variant i així i tot entre aquests poblats tzeltals hi ha moltes diferències. Mentre a amatenago avui es diu "Orto" abreujat popular de "ora to" (aquesta hora) a Aguacatengo es diu "Orli" abreujat de "ora il" que significa el mateix, mentre que en altres variants; Ya'tik (Tenejapa), Yo'tik (Ocosingo).